# Pidłyman
Pidłyman (ukr. Підлиман) – wieś na Ukrainie, w obwodzie charkowskim, w rejonie iziumskim. W 2001 liczyła 1460 mieszkańców.